# Sayed Ali Atta
Sayed Ali Atta (* 25. August 1913; † nach 1936) war ein afghanischer Hockeyspieler.
Sein größter Erfolg war, als er als 22-Jähriger an den Olympischen Spielen 1936 in Berlin teilnahm. Atta kam bei zwei Spielen zum Einsatz. Dem Auftakt gegen Dänemark mit einem 6:6 folgte vier Tage später eine 1:4-Niederlage gegen Deutschland.